# Jean Lugol

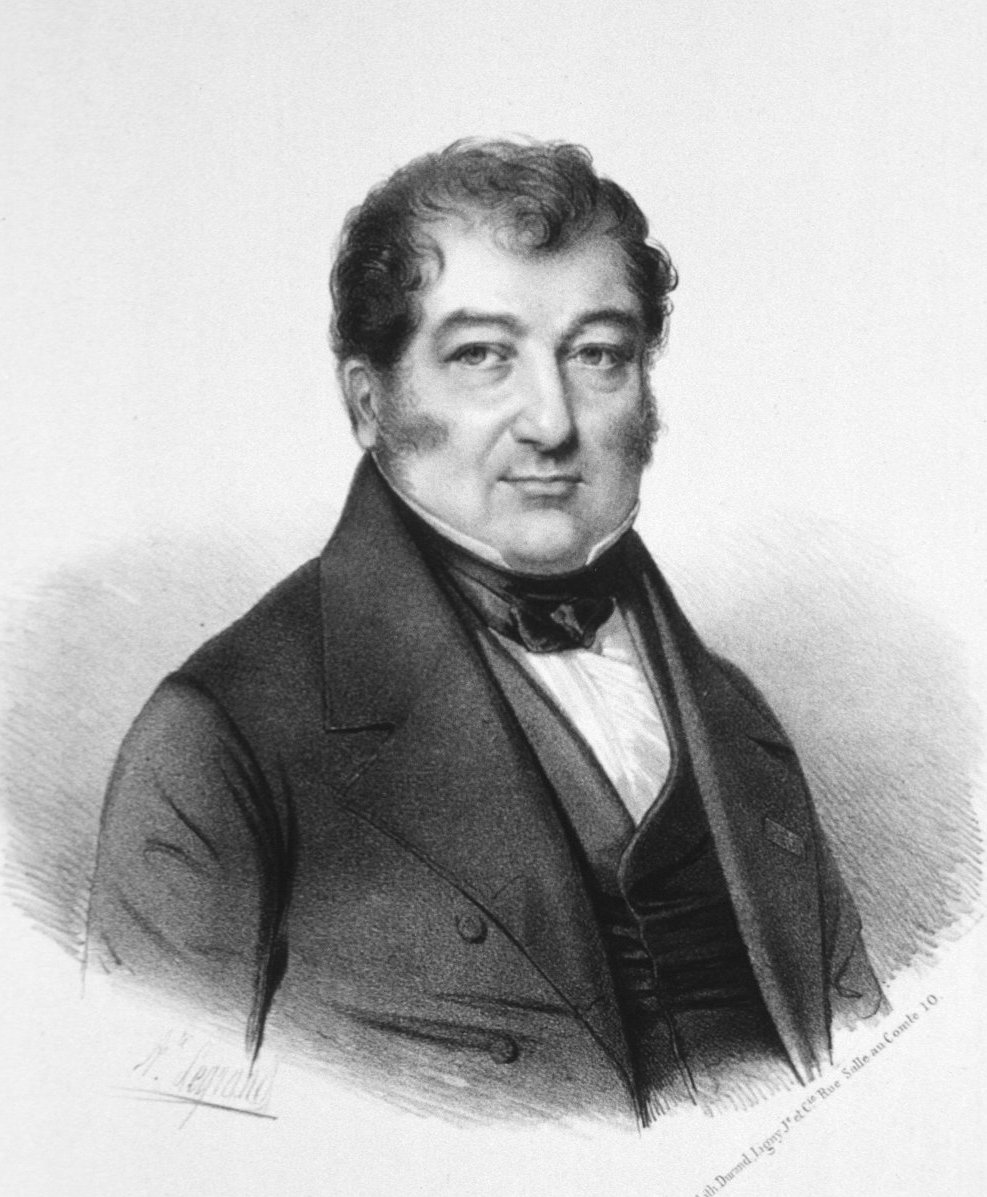
Jean Lugol.

Jean Guillaume Auguste Lugol, född den 18 augusti 1786 i Montauban, död den 16 september 1851 i Neuilly-sur-Seine, var en fransk läkare.
Lugol studerade medicin i Paris och blev medicine doktor 1812. Från 1819 till sin pensionering var han läkare vid Hôpital Saint-Louis. Han sysselsatte sig framför allt med tuberkulos och skrofulos. Efter honom benämns den till desinfektion och jodprovet användbara Lugols lösning (latin: Solutio Lugoli), en jod-kaliumjodid-lösning (med brunaktig röd färg och karakteristisk doft) med förhållandet 1:2 mellan jod och kaliumjodid i vatten, vilken finns tillgänglig i handeln, även i tablettform. Lugol upptäckte den 1835.